# زمین‌لرزه ژوئن ۱۹۱۴ اندونزی
زمین‌لرزه اندونزی  در تاریخ ۲۵ ژوئن ۱۹۱۴ میلادی، برابر با ‎۳ تیر ۱۲۹۳، ساعت ۱۹:۰۷:۱۸ به زمان یوتی‌سی در اندونزی رخ داد. بزرگی آن ۷٫۶ در مقیاس Mw اعلام شده‌است. زمین‌لرزه به وقت محلی در روز جمعه، ساعت ۲ روی داده و منطقه زمانی آن یوتی‌سی +۷ بوده‌است .
سازمان زمین‌شناسی آمریکا نیز جای این زمین‌لرزه را در مختصات ۴°۳۰′جنوبی ۱۰۲°۳۰′شرقی / ۴٫۵°جنوبی ۱۰۲٫۵°شرقی و بزرگی آنرا برابر با ۷٫۶ در مقیاس ریشتر اعلام کرده‌است. 
شمار کشتگان زلزله حدود ۲۰ نفر بوده‌است.تعداد زخمیان ۲۰ نفر برآورده شده‌است.